# Emile van Rouveroy van Nieuwaal
Emile van Rouveroy van Nieuwaal (Emile Adriaan Benvenuto van Rouveroy van Nieuwaal, Eindhoven, 1 juli 1939) is een Nederlands staatsrechtkundige, rechtsantropoloog, afrikanist, oud-hoogleraar en documentairemaker.

## Loopbaan

### Rechtsantropoloog
Van Rouveroy van Nieuwaal was vanaf 1967 als onderzoeker volksrecht verbonden aan het Afrika-Studiecentrum in Leiden. In 1976 promoveerde hij aan de Universiteit Leiden op het proefschrift Vrouw, vorst en vrederechter: aspekten van het huwelijksrecht, de traditionele en moderne volksrechtspraak bij de Anufòm in Noord-Togo. Daarna was hij van 1983 tot 1988 bijzonder hoogleraar Leiden met leeropdracht de Staatkundige geschiedenis en het constitutionele recht van Afrika. In 1988 werd hij herbenoemd als bijzonder hoogleraar Rechtsgeleerdheid vanwege het Leids Universiteits Fonds. Tot 1993 vervulde hij deze leerstoel.

### Maker van filmdocumentaires
Van Rouveroy van Nieuwaal maakte vele documentaires over uiteenlopende onderwerpen, onder andere gewoonterecht in Togo, Staphorst, en het oorlogsverleden van zijn familie.
- Film Bonnet rouge, où vas-tu? 
(Nederl. versie, 2000)
- Film J'y crois 
(Nederl. versie, 2003)
- Film Democratisch avontuur in Togo (1992)

## Publicaties
onder meer
- 1976: Vrouw, vorst en vrederechter: aspekten van het huwelijksrecht, de traditionele en moderne volksrechtspraak bij de Anufòm in Noord-Togo, Leiden: Afrika-Studiecentrum 
  - A la recherche de la justice: quelques aspects du droit matrimonial et de la justice du juge de paix et du chef supérieur des Anufòm à Mango dans le Nord du Togo, Franse vertaling, Leiden: Afrika-Studiecentrum
- 1976, met Els A. van Rouveroy van Nieuwaal-Baerends, Ti Anufò: un coup d'oeil sur la société des Anufòm au Nord-Togo: trois documentaires à court métrage, [Hasselt], Pays-Bas : Impr. Hasselt
- 1979: La Réforme agro-foncière dans les pays du Conseil de l'Entente en Afrique de l'Ouest, Leiden : Afrika-Studiecentrum
- 1982, met Els A. van Rouveroy van Nieuwaal-Baerends: La parcelle du gendre comploteur: manières coutumières et modernes d'acquérir des droits sur la terre, à N'Zara (Nord-Togo), Leiden, Netherlands : African Studies Centre
- 1986, met Els A van Rouveroy van Nieuwaal-Baerends: Muslims in Mango (Northern Togo): some aspects, writing and prayer: some notes on a film, Leiden, Netherlands : African Studies Centre
- 1998, met Werner Zips: Sovereignty, legitimacy, and power in West African societies: perspectives from legal anthropology, Hamburg : LIT ; New Brunswick, N.J. : Transaction Publishers
- 1999, met Rijk van Dijk: African chieftaincy in a new socio-political landscape, 1999, Münster : Lit Verlag ; Piscataway, N.J
- 2000: L'état en Afrique face à la chefferie : le cas du Togo, Paris: Karthala

## Documentaires
onder meer
- jaren zeventig met Els A. van Rouveroy van Nieuwaal-Baerends: 
  - Muslim in Mango, Arab writing and prayer, opnames 1969-1971 over gewoonterecht in Sansanné-Mango in Togo. Afrika-Studiecentrum, Stichting voor Wetenschappelijk Onderzoek van de Tropen
  - Mbambim, een familiehoofd in Ayikpère/Mbambim, a lineage-head in Ayikpere, North Togo, IKON, Afrika-Studiecentrum, opnames 1969-1971
  - 1977: Sherea, vorstenrechtspraak in Sansanné-Mango (Noord-Togo), Afrika-Studiecentrum/Stichting voor Wetenschappelijk Onderzoek van de Tropen
  - 1978: Een pad op de binnenplaats, IKON, Togo, Afrika-Studiecentrum
- 1979: Bekoidintu  - Elk huis is beter dan het mijne Any house is better than mine Toute maison vaut mieux que la mienne
- 1992: Afrika: democratisch avontuur in Togo, Afrika-Studiecentrum
- 2000: met Maarten van Rouveroy van Nieuwaal: Bonnet Rouge - Où vas-tu?, documentaire 47 minuten (Red hat, where are you going?, New York, NY : First Run/Icarus Films : West Glen Communications, Inc., 2000, Chiefs in Burkina Faso)
- 2003: met Maarten van Rouveroy van Nieuwaal en Simon Shrimpton-Smith: J'y crois : [la route de la décentralisation au Mali], Brooklyn, N.Y. : FirstRun/Icarus Films, [2005?], 2003.
- 2007: met Maarten van Rouveroy van Nieuwaal:  Staphorst in tegenlicht, voor de IKON
- 2010: Op zoek naar recht, Afrika-Studiecentrum
- 2010: Rijssens stille oorlog, RTV Oost/Noctiluca[2]
- 2013: Houdt God van vrouwen? met Hilligje Kok-Bisschop, RTV Oost/Noctiluca
- 2016: Tot in het derde geslacht, zijn negentiende film, over het oorlogsverleden van zijn familie